# Tjörnes
Tjörnes – półwysep w północnej Islandii, pomiędzy zatokami Skjálfandi i Öxarfjörður. W centralnej części półwyspu znajduje się pasmo górskie sięgające 700–750 m. Jedyną większą miejscowością na półwyspie jest położone na zachodnim wybrzeżu miasto Húsavík. Wzdłuż wybrzeża biegnie droga nr 85 łącząca Húsavík z Ásbyrgi i Kópasker. Większa część półwyspu wchodzi w skład gminy Tjörneshreppur.

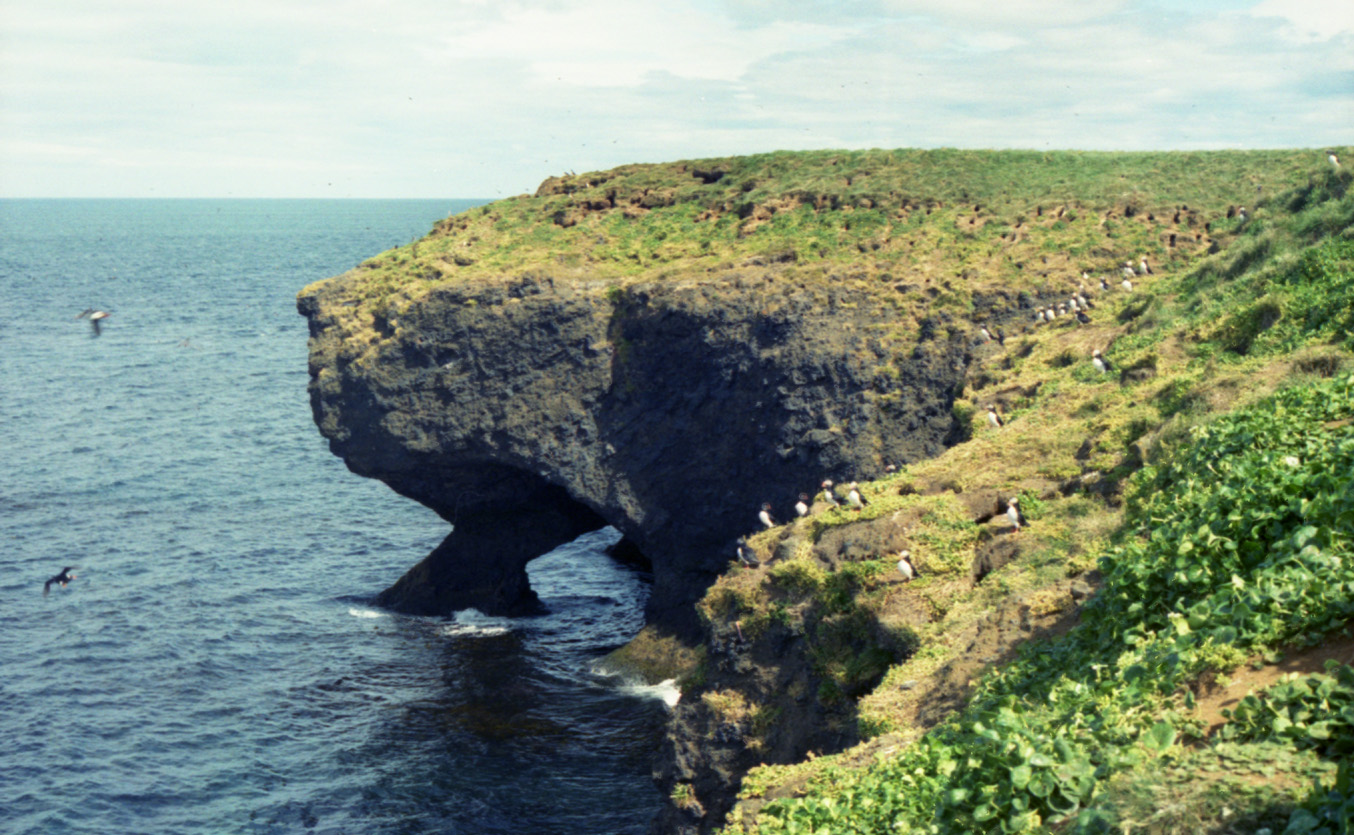
Północny kraniec półwyspu Tjörnes

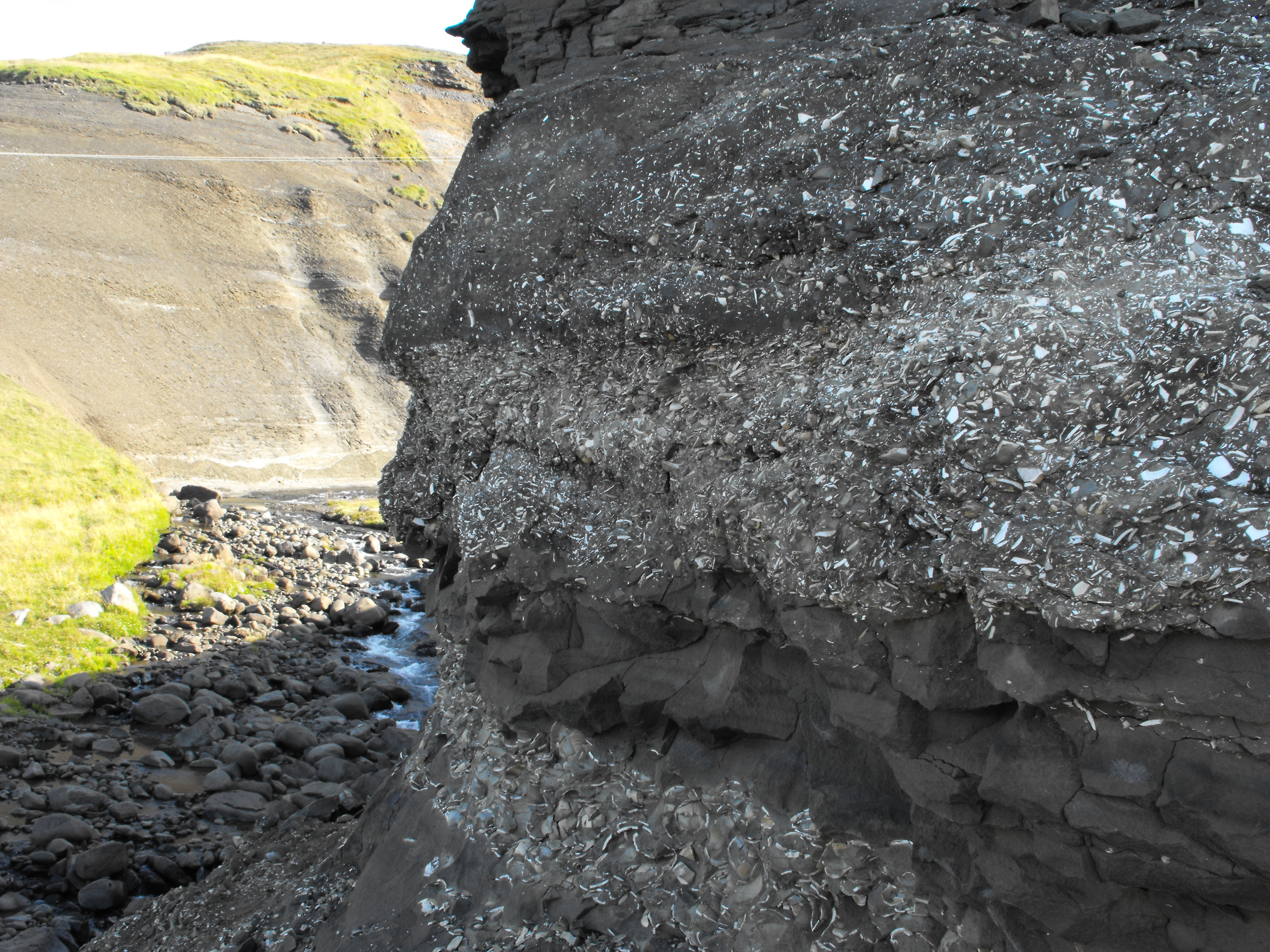
Warstwy skalne ze skamieniałościami

Półwysep jest znany jako ważne stanowisko geologiczne i palentologiczne. Znajdujące się tutaj skały osadowe są bogate w skamieniałości. Na północ od półwyspu przebiega strefa szczelin Tjörnes (Tjörnes Fracture Zone), która jest jednym z obszarów Islandii o podwyższonej aktywności sejsmicznej. Obserwowano tutaj także podwodną aktywność wulkaniczną.